# Felsinella
Felsinella es un género de foraminífero bentónico de la familia Lacosteinidae, de la superfamilia Eouvigerinoidea, del suborden Rotaliina y del orden Rotaliida. Su especie tipo es Felsinella diaphana. Su rango cronoestratigráfico abarca el Plioceno inferior.

## Clasificación
Felsinella incluye a las siguientes especies:
- Felsinella diaphana